# Brantôme en Périgord
Brantôme en Périgord ist eine französische Gemeinde mit 3.748 Einwohnern (Stand 1. Januar 2022) im Département Dordogne in der Region Nouvelle-Aquitaine. Die Gemeinde gehört zum Arrondissement Nontron und zum Kanton Brantôme en Périgord.
Sie entstand mit Wirkung vom 1. Januar 2019 als namensgleiche Commune nouvelle durch Zusammenlegung der bis dahin selbstständigen Gemeinden Brantôme en Périgord, Cantillac, Eyvirat, La Gonterie-Boulouneix, Saint-Crépin-de-Richemont, Sencenac-Puy-de-Fourches und Valeuil, die den Status von Communes déléguées besitzen. Der Verwaltungssitz befindet sich in Brantôme.

## Geographie
Brantôme en Périgord liegt ca. 20 km südlich von Nontron und ca. 20 Kilometer nördlich von Périgueux im Gebiet Périgord Central der historischen Provinz Périgord.
Umgeben wird Brantôme en Périgord von 14 Nachbargemeinden:
| Mareuil en Périgord                                | Saint-Front-sur-Nizonne La Chapelle-Montmoreau | Saint-Pancrace                                              |
| Paussac-et-Saint-Vivien Saint-Félix-de-Bourdeilles | Kompassrose, die auf Nachbargemeinden zeigt    | Champagnac-de-Belair Condat-sur-Trincou La Chapelle-Faucher |
| Bourdeilles                                        | Château-l’Évêque Biras                         | Saint-Front-d’Alemps Agonac                                 |

Brantôme en Périgord liegt im Einzugsgebiet des Flusses Dordogne.
Die Dronne, ein Nebenfluss der Isle, durchquert das Gebiet der Gemeinde zusammen mit ihren Nebenflüssen,
- der Côle,
- dem Libourny und
- dem Boulou mit seinen Nebenflüssen,
  - dem Jallieu mit seinem Nebenfluss,
    - der Paulette, und

  - dem Belaygue, der an seinem Oberlauf auch Ruisseau le Pré Pinson genannt wird und in Cantillac entspringt.[2][3][4][5][6]

## Gliederung
| Commune déléguée                        | ehemaliger INSEE-Code | PLZ   | Fläche (km²) | Einwohnerzahl (2022) |
| --------------------------------------- | --------------------- | ----- | ------------ | -------------------- |
| Brantôme (Verwaltungssitz)00            | 24064                 | 24310 | 34,65        | 2.088                |
| Cantillac                               | 24079                 | 24530 | 08,12        | .0186                |
| Eyvirat                                 | 24170                 | 24460 | 17,95        | .0302                |
| La Gonterie-Boulouneix                  | 24198                 | 24310 | 11,79        | .0228                |
| Saint-Crépin-de-Richemont               | 24391                 | 24310 | 25,58        | .0235                |
| Sencenac-Puy-de-Fourches                | 24530                 | 24310 | 10,79        | .0277                |
| Valeuil                                 | 24561                 | 24310 | 18,50        | .0339                |
| Saint-Julien-de-Bourdeilles (seit 2016) | 24430                 | 24310 | 05,95        | .093                 |

## Sehenswürdigkeiten
Die Orte der Gemeinde Brantôme en Périgord sind reich an Sehenswürdigkeiten:
| Name                                                  | Ort                         | Bemerkungen                                                           | Bild |
| ----------------------------------------------------- | --------------------------- | --------------------------------------------------------------------- | ---- |
| Abtei Saint-Pierre mit Schloss und Kirche             | Brantôme                    | 12. Jahrhundert, als Monument historique eingeschrieben               |      |
| Ehemalige Pfarrkirche Notre-Dame                      | Brantôme                    | 16. Jahrhundert, als Monument historique eingeschrieben               |      |
| Ehemalige Pfarrkirche Saint-Pardoux-de-Feix           | Brantôme                    | 12. Jahrhundert, als Monument historique eingeschrieben               |      |
| Schloss Les Balans                                    | Brantôme                    | 17. Jahrhundert                                                       |      |
| Schloss La Hierce                                     | Brantôme                    | 16. Jahrhundert, als Monument historique eingeschrieben               |      |
| Schloss Puymarteau                                    | Brantôme                    | 16. Jahrhundert, als Monument historique eingeschrieben               |      |
| Schloss Les Roches                                    | Brantôme                    | 15. Jahrhundert                                                       |      |
| Herrenhaus Chatenet                                   | Brantôme                    | 17. Jahrhundert                                                       |      |
| Herrenhaus Chambon                                    | Brantôme                    | 13. Jahrhundert                                                       |      |
| Dolmen von Peyrelevade                                | Brantôme                    |                                                                       |      |
| Grotte von Chambrebrune                               | Brantôme                    | 10. Jahrhundert, als Monument historique eingeschrieben               |      |
| Porte des Réformés                                    | Brantôme                    | 15. Jahrhundert                                                       |      |
| Ehemaliges Hospital                                   | Brantôme                    | 18. Jahrhundert                                                       |      |
| Pfarrkirche Saint-Julien                              | Saint-Julien-de-Bourdeilles | 12. Jahrhundert                                                       |      |
| Pfarrkirche Notre-Dame-de-la-Nativité                 | Cantillac                   | 12. Jahrhundert, als Monument historique eingeschrieben               |      |
| Herrenhaus Saint-Michel                               | Cantillac                   | 17. Jahrhundert                                                       |      |
| Chartreuse Puyservier                                 | Cantillac                   | 17. Jahrhundert                                                       |      |
| Kirche Saint-Pierre-ès-Liens                          | Eyvirat                     | Romanische Apsis aus dem 12. Jahrhundert                              |      |
| Herrenhaus Meneyplé                                   | Eyvirat                     | 15. Jahrhundert                                                       |      |
| Pfarrkirche Notre-Dame in Boulouneix                  | La Gonterie-Boulouneix      | 12. Jahrhundert, als Monument historique eingeschrieben               |      |
| Pfarrkirche Notre-Dame-de-l’Assomption in La Gonterie | La Gonterie-Boulouneix      | 18. Jahrhundert                                                       |      |
| Priorat Saint-Jean in Belaygue                        | La Gonterie-Boulouneix      | Ruine aus dem 12. Jahrhundert, als Monument historique eingeschrieben |      |
| Chartreuse La Gonterie                                | La Gonterie-Boulouneix      | 18. Jahrhundert                                                       |      |
| Chartreuse La Nègrerie                                | La Gonterie-Boulouneix      | 17. Jahrhundert                                                       |      |
| Archäologischer Fundort Tabaterie                     | La Gonterie-Boulouneix      | Altsteinzeit, als Monument historique klassifiziert                   |      |
| Pfarrkirche Saint-Crépin                              | Saint-Crépin-de-Richemont   | Spätromanik                                                           |      |
| Schloss La Barde                                      | Saint-Crépin-de-Richemont   | 15. Jahrhundert                                                       |      |
| Schloss Richemont                                     | Saint-Crépin-de-Richemont   | 16. Jahrhundert, als Monument historique eingeschrieben               |      |
| Schloss Saint-Crépin                                  | Saint-Crépin-de-Richemont   | 19. Jahrhundert                                                       |      |
| Menhir von Champredon                                 | Saint-Crépin-de-Richemont   |                                                                       |      |
| Gallorömische Säule                                   | Sencenac-Puy-de-Fourches    | 3. Jahrhundert, als Monument historique klassifiziert                 |      |
| Kirche Saint-Symphorien in Sencenac                   | Sencenac-Puy-de-Fourches    | 12./13. Jahrhundert                                                   |      |
| Kirche Saint-Mandé-et-Notre-Dame in Puy-de-Fourches   | Sencenac-Puy-de-Fourches    | 19. Jahrhundert                                                       |      |
| Herrenhaus La Borie-Fricart                           | Sencenac-Puy-de-Fourches    | 16. Jahrhundert                                                       |      |
| Herrenhaus Le Teyrat                                  | Sencenac-Puy-de-Fourches    | 14. Jahrhundert                                                       |      |
| Herrenhaus Vialle                                     | Sencenac-Puy-de-Fourches    | 16. Jahrhundert                                                       |      |
| Pfarrkirche Saint-Pantaléon                           | Valeuil                     | 12. Jahrhundert, als Monument historique eingeschrieben               |      |
| Schloss Les Andrivaux                                 | Valeuil                     | 19. Jahrhundert                                                       |      |
| Schloss Les Biards                                    | Valeuil                     | 18. Jahrhundert                                                       |      |
| Schloss Les Granges                                   | Valeuil                     | 19. Jahrhundert                                                       |      |
| Schloss Ramefort                                      | Valeuil                     | 13. Jahrhundert, als Monument historique eingeschrieben               |      |
| Dolmen Laprougès                                      | Valeuil                     | Als Monument historique klassifiziert                                 |      |
| Megalith Les Coutoux                                  | Valeuil                     | Als Monument historique eingeschrieben                                |      |
| Pfarrkirche Saint-Julien                              | Saint-Julien-de-Bourdeilles | 12. Jahrhundert                                                       |      |

## Wirtschaft und Infrastruktur

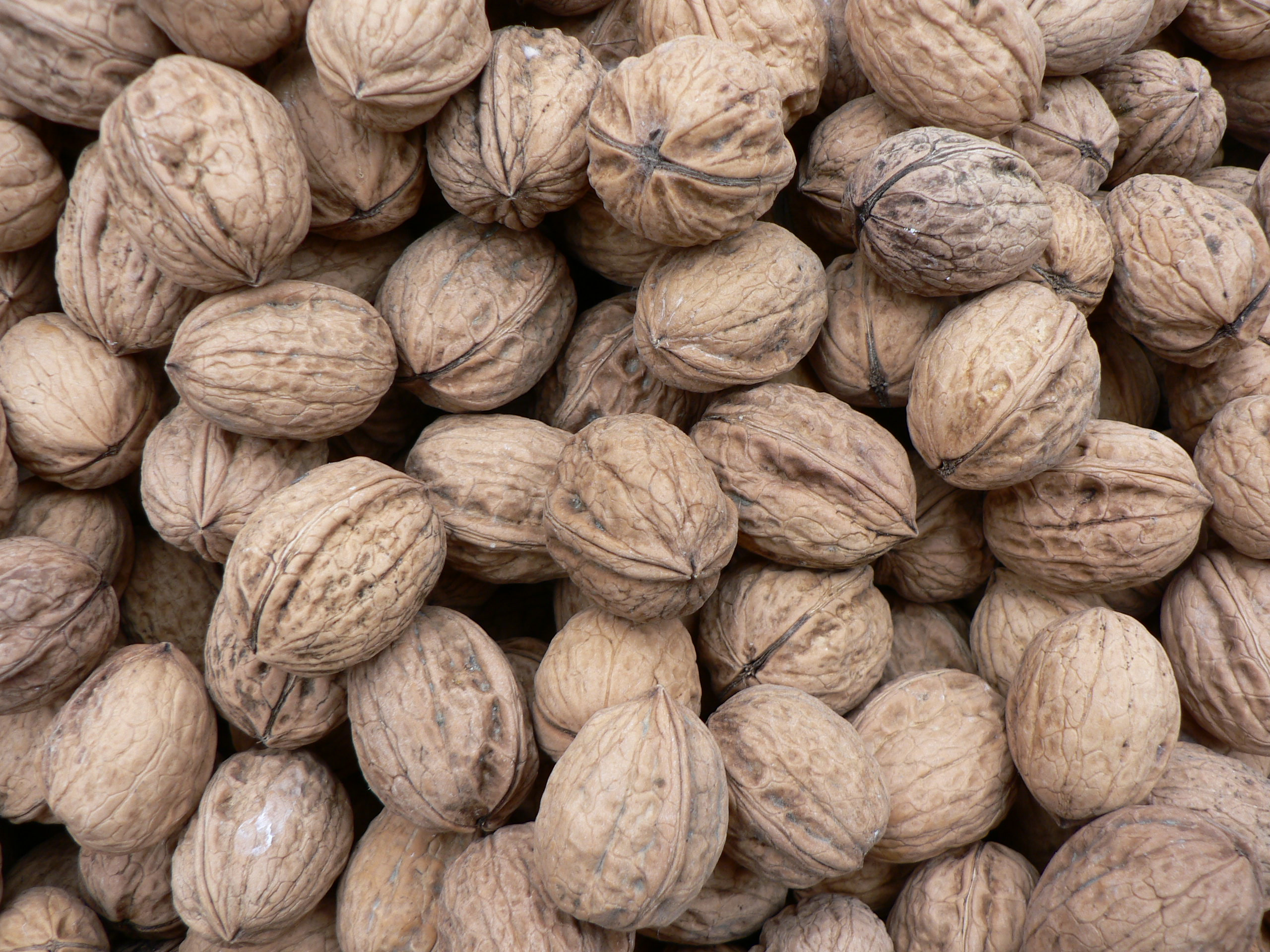
Walnüsse

Brantôme en Périgord liegt in den Zonen AOC der Buttersorten Charentes-Poitou, Charentes und Deux-Sèvres sowie der Noix du Périgord, der Walnüsse des Périgord, und des Nussöls des Périgord.

### Bildung
Die Gemeinde verfügt in der Commune déléguée Brantôme en Périgord über:
- die öffentliche Vorschule „Odette et Georges Bonnet“ mit 73 Schülerinnen und Schülern im Schuljahr 2018/2019.[16]
- eine öffentliche Vor- und Grundschule mit 120 Schülerinnen und Schülern im Schuljahr 2018/2019.[17] und

Logo des Jakobswegs

- das Collège „Aliénor d’Aquitaine“.[18]

Die Gemeinde verfügt in der Commune déléguée Sencenac-Puy-de-Fourches über:
- eine öffentliche Vor- und Grundschule mit 23 Schülerinnen und Schülern im Schuljahr 2018/2019.[19]

### Sport und Freizeit
- Der Fernwanderweg GR 654 von Namur in Belgien über Vézelay nach Saint-Jean-Pied-de-Port führt durch das Zentrum der Gemeinde. Er folgt der Via Lemovicensis, einem der vier Jakobswege in Frankreich.[20]

- Der GR 36, ein Fernwanderweg von Ouistreham in der Normandie nach Bourg-Madame in den östlichen Pyrenäen, führt auch durch das Zentrum der Gemeinde.[21]

- Der Rundweg Boucle de l’abbaye de Brantome besitzt eine Länge von 9,4 km bei einem Höhenunterschied von 72 m. Er führt vom Zentrum durch das Gebiet der Gemeinde.[22]

- Der Rundweg Brantôme en val de Dronne besitzt eine Länge von 9,6 km bei einem Höhenunterschied von 75 m. Er ist ein Reitweg und führt vom Zentrum durch das Gebiet der Gemeinde.[23]

- Der Rundweg Autour du cabécou à Puy de Fourches besitzt eine Länge von 12 km bei einem Höhenunterschied von 111 m. Er führt von Sencenac-Puy-de-Fourches zu Fuß, mit dem Fahrrad oder mit dem Pfard durch das Gebiet der Gemeinde.[24]

### Verkehr
- Die Route départementale 675, die ehemalige Route nationale 675, verbindet die Gemeinde in nördlicher Richtung mit Nontron.
- Die Route départementale 939, die ehemalige Route nationale 139, verbindet die Gemeinde in nordwestlicher Richtung mit Angoulême.
- Die Route départementale 69 verbindet das Zentrum der Gemeinde in südöstlicher Richtung mit der Nachbargemeinde Agonac.
- Die Route départementale 78 durchquert die Gemeinde von West nach Ost und verbindet sie im Westen mit Ribérac und im Osten mit Thiviers auf der Verkehrsachse Limoges–Périgueux.
- Die Route départementale 82 verbindet Cantillac in östlicher Richtung mit der Nachbargemeinde Champagnac-de-Belair.
- Die Route départementale 98 verbindet Saint-Crépin-de-Richemont im Osten mit der Nachbargemeinde Saint-Pancrace.

Brantôme en Périgord ist über Linien des Busnetzes Transpérigord, die von Périgueux nach Nontron und Angoulême führen, mit anderen Gemeinden des Départements, in Angoulême unter anderem an die Bahnstrecke Paris–Bordeaux verbunden.